# ...og det var Danmark
...og det var Danmark er en dansk dokumentarfilm fra 2008 instrueret af Mads Kamp Thulstrup og Carsten Søsted efter manuskript af dem selv og Daniel Dencik.

## Handling
En film om det danske fodboldlandsholds forvandling i perioden 1979-92. Det er den ultimative fortælling om landsholdets omvæltning fra ubehjælpsomme amatører til mytiske helte. Men det er ikke bare en film om fodbold, men også om den danske folkesjæl. Filmen skildrer den mærkelige historie om landet, hvis landshold kun kan, når ingen tror på det, og som fejler, når alle tror, det vinder. En film, der kalder på erindring og som er præget af nostalgi, kærlighed og stolthed over dets eget lilleputland.

## Modtagelse
Politiken og Jyllands-Postens anmeldere gav begge filmen fire ud at seks stjerner, mens Ekstra Bladet og BT's anmeldere var mere tilfredse og gav filmen fem ud af seks stjerner.